# You Nasty
| Críticas profissionais | Críticas profissionais |
| Avaliações da crítica  | Avaliações da crítica  |
| Fonte                  | Avaliação              |
| ---------------------- | ---------------------- |
| Allmusic               | [ 1 ]                  |
| RapReviews             | (7/10)                 |

You Nasty é o décimo segundo álbum de estúdio de Too Short. Foi lançado em 12 de Setembro de 2000 pela Jive Records e apresentou produção de Ant Banks, Erick Sermon e Jazze Pha. You Nasty provou ser um sucesso, atingindo o número 12 na Billboard 200 e 4 Top R&B/Hip-Hop Albums, e também colocou 2 singles nas paradas, "2 Bitches" e "You Nasty", que chegaram ao número 2 e 6 na Hot Rap Singles, respectivamente.

## Faixas
1. "Anything is Possible"- 4:22
2. "You Nasty"- 3:30
3. "Pimp Shit"- 4:46
4. "Just Like Dope" (featuring E-40)- 3:54
5. "Call Me Daddy"- 3:54
6. "Recognize Game" (featuring Chyna Whyte)- 4:02
7. "She Know" (featuring The Nation Riders)- 4:29
8. "2 Bitches"- 3:57
9. "All the Time"- 3:59
10. "Where They At?" (featuring Captain Save 'Em)- 4:00
11. "Don't Hate the Player"- 3:12
12. "Be My Dirty Love"- 3:57
13. "Nation Riders Anthem"- 3:59
14. "Old School"- 4:30

## Posições nas paradas musicais
| Parada musical         | Posição |
| ---------------------- | ------- |
| Billboard 200          | # 12    |
| Top R&B/Hip-Hop Albums | # 4     |

## Singles
2 Bitches
| Chart           | Position |
| --------------- | -------- |
| Hot Rap Singles | # 2      |

You Nasty
| Chart                            | Position |
| -------------------------------- | -------- |
| Hot R&B/Hip-Hop Singles & Tracks | # 69     |
| Hot Rap Singles                  | # 6      |